# Jemaja

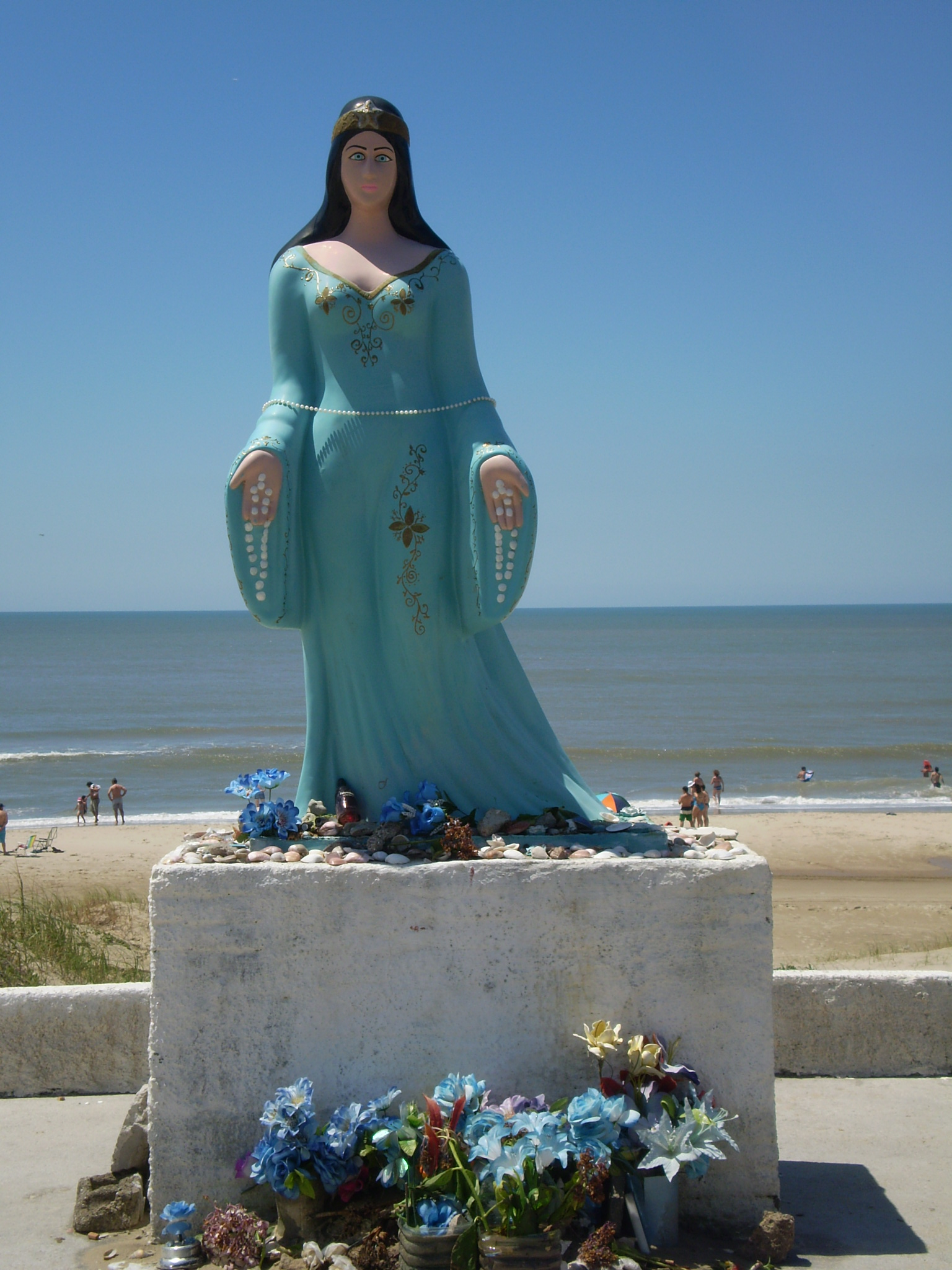
Iemanjá jako bogini morza, Brazylia

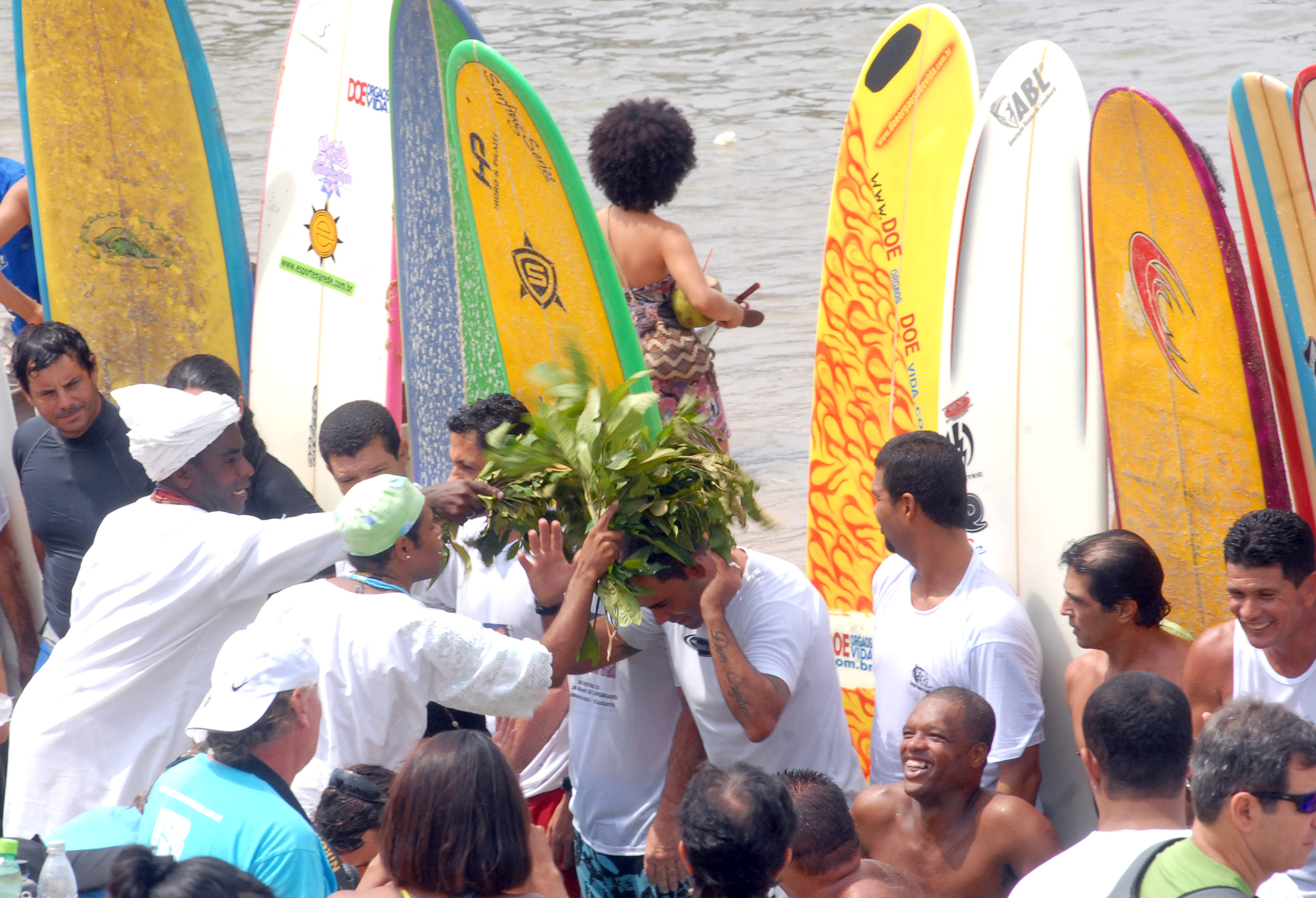
Surferzy podczas święta bogini

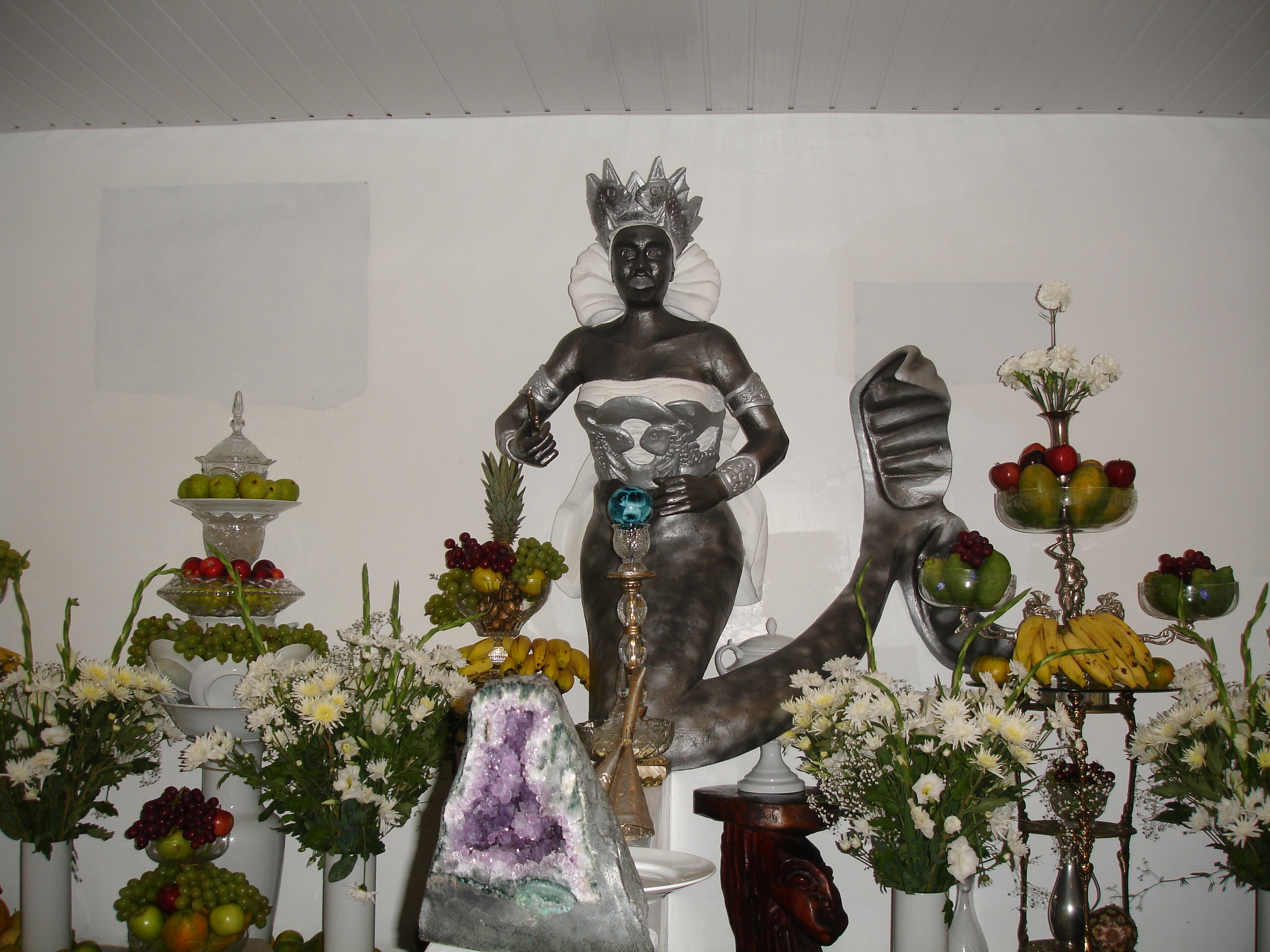
Ofiary dla bogini Yemanja

Jemaja (także: Jemodia) – bogini w religiach afroamerykańskich (candomblé, santeria i voodoo) i religiach afrykańskich, opiekunka matek i dzieci, związana z wodą (rzekami lub oceanem).

## Imiona
Istnieje wiele regionalnych odmian imienia bogini, powstałych na skutek zniekształcenia ustnych przekazów:
- Afryka: Yemoja, Ymoja, Iemanja Nana Borocum, Iemanja Bomi, Iemanja Boci
- Brazylia: Yemanjá, Iemanjá, Imanjá
- Kuba: Yemaya, Yemayah, Iemanya
- Haiti: La Sirène, LaSiren (w voodoo)
- USA : Yemalla, Yemana (w hoodoo, Nowy Orlean)

Jako bóstwo synkretyczne jest znana jako:
- Mami Wata
- Nana Buluku
- Nanã

## W Afryce
Pochodzi z religii Jorubów, gdzie jako bogini matka opiekuje się ciężarnymi. Jej imię oznacza: "Matka, której dzieci są jak ryby". Patronuje rzece Ogun, która leczy bezpłodność. Jej rodzice to Oduduwa i Obatala, była żoną Agaju i matką jednego syna Orungana, który zgwałcił ją i próbował zgwałcić ponownie, jednak wówczas Jemaja wybuchła, a z jej ciała powstało 15 oriszów (manifestacji Boga); byli to m.in. Ogoun, Olokun, Szopona i Szango.
Lud Ifá zna ją pod imieniem Yemoja. Jako Iemanja Nana Borocum lub Nana Burku, jest bardzo starą kobietą, ubraną w czerń i fiolet, związaną z ziemią, bagnami i błotem. Nana Buluku jest starym bóstwem w religiach Dahomeju.

## W Brazylii
Candomblé
zna ją pod imieniem Yemanjá lub Iemanjá. Co roku, 2 lutego, w mieście Salvador odbywa się święto bogini, w którym uczestniczą tysiące ludzi i składają ofiary w jej świątyni w Rio Vermelho. Ofiarami są kwiaty, perfumy oraz biżuteria, grzebienie, lusterka itp. Miejscowi rybacy zbierają te przedmioty do koszy i wrzucają do morza. Potem następuje radosna uczta i zabawa.
W Rio de Janeiro Iemanjá jest czczona na Nowy Rok, kiedy miliony tancerzy carioca, ubranych na biało, zbierają się na plaży Copacabana, aby przywitać nowy rok sztucznymi ogniami i rzucać do morza kwiaty i inne ofiary dla bogini (która odwdzięcza się spełniając życzenia).
W religii umbanda Yemoja jest boginią oceanu i patronką rozbitków.

## Na Kubie i Haiti
W religii voodoo jest boginią LaSiren.
Santeria zna ją jako Yemayá – matkę wszelkiego życia i władczynię wszystkich wód. Jej liczba to 7, jej kolor to błękit i biel (symbolizujące wodę), a ulubionymi ofiarami: melony, melasa, smażone ryby i żeberka wieprzowe. Czczona jest często pod postacią katolickiej Matki Boskiej.